# The Jimmy Chamberlin Complex
The Jimmy Chamberlin Complex est un groupe de rock alternatif et jazz fusion américain, originaire de Chicago, dans l'Illinois.

## Biographie
Le groupe est formé par Jimmy Chamberlin et Bill Mohler en 2001, après la séparation des Smashing Pumpkins. Le premier et seul album en date du groupe, intitulé Life Begins Again, est publié le 14 janvier 2005. L’album n’a pas uniquement un seul chanteur puisqu’il fait participer Rob Dickinson du groupe britannique Catherine Wheel, Billy Corgan des Smashing Pumpkins, Bill Medley de The Righteous Brothers et Linda Strawberry. L'album comprend onze chansons.
Avec la reformation des Smashing Pumpkins en 2006, le groupe doit faire une pause puisque Jimmy Chamberlin avait repris la voie des studios avec Billy Corgan, Jeff Schroeder et Ginger Reyes. Cependant, Jimmy Chamberlin quitte les Smashing Pumpkins en mars 2009 pour se concentrer sur d’autres projets. De ce fait, The Jimmy Chamberlin Complex est à nouveau reformé.

## Discographie
- 2005 : Life Begins Again

## Membres
- Gannin Arnold - guitare
- Jimmy Chamberlin - batterie
- Mike Garson - piano
- Billy Mohler - basse, chant